# 조란 맘다니
조란 콰메 맘다니(Zohran Kwame Mamdani, 1991년 10월 18일 ~ )는 미국의 정치인이다. 2021년부터 뉴욕 주의회 하원의 퀸스 36구 의원으로 재직하고 있다. 미국 민주당, 미국 민주사회주의자들 소속으로, 2025년 뉴욕 시장 선거의 민주당 후보 예정자이다.
1991년 인도계 우간다인 정치학자 마흐무드 맘다니(Mahmood Mamdani)와 영화 제작자 미라 나이어 사이에서 태어났다. 우간다에서 태어나 남아프리카 공화국에서 거주하다가 7세 때 미국으로 이주하여 뉴욕시에 정착했다. 브롱크스 과학고등학교를 졸업하고 보딘 칼리지에서 아프리카학을 전공했다. 정치에 입문하기 전에 주택 상담사와 힙합 음악가로 일했다. 2020년 4선의 아라벨라 시모타스에 승리하며 뉴욕 주의회 하원의원으로 선출되었다.
2024년에 2025년 뉴욕 시장 선거 출마 의사를 밝혔다. 그의 선거운동 플랫폼은 무료 버스, 공공 아동의료, 시영 식료품점, 임대료 동결, 공영 주택 등을 제시했으며, 이스라엘에 비판적인 태도를 견지했다. 민주당 경선 과정에서 버니 샌더스, 알렉산드리아 오카시오코르테스 등의 지지를 얻었으며 6월 24일의 경선에서 2위인 앤드루 쿠오모의 승복 선언을 받아 민주당 예비 후보가 되었다.

## 어린 시절과 교육
조란 콰메 맘다니는 1991년 10월 18일 우간다 캄팔라에서 태어났다. 그의 아버지는 구자라트 무슬림 혈통의 인도계 우간다인인 컬럼비아 대학교의 탈식민주의 학자 마흐무드 맘다니이며, 그의 어머니는 펀자브 힌두교도로 인도계 미국인 영화 제작자인 미라 나이어이다. 그의 아버지는 가나의 초대 대통령인 콰메 은크루마를 기려 그에게 중간 이름 콰메를 지어주었다.
맘다니와 그의 가족은 5세 때 남아프리카 공화국의 케이프타운으로 이주했다. 맘다니는 아버지가 케이프타운 대학교에서 일하는 동안 세인트 조지 문법학교에 다녔다. 맘다니가 7살 때 가족은 뉴욕시로 이사했다. 그는 뱅크 스트리트 아동 학교와 브롱크스 과학고등학교를 졸업했다. 맘다니는 메인의 보딘 칼리지에 다녔으며, 해당 대학의 팔레스타인 정의를 위한 학생회(Students for Justice in Palestine) 지부를 공동 설립했다. 그는 2014년에 아프리카학 학사 학위를 받고 졸업했다.

## 경력
맘다니는 공직에 출마하기 전 압류 방지 및 주택 상담사로 일하며, 퀸스의 저소득 비백인 주택 소유자들이 강제 퇴거 통보를 받고 주택에 머물 수 있도록 도왔다. 그는 그 경험이 주택 및 물가 위기를 해결하기 위해 공직에 출마하도록 동기를 부여했다고 말했다.

### 음악 경력
맘다니는 힙합 음악 팬이며 랩 음악을 작곡하고 프로듀싱했다. 2016년, 영 카다멈이라는 랩 이름으로 그는 우간다 랩퍼 HAB와 협력하여 Sidda Mukyaalo라는 제목의 EP를 발표했으며, 이는 루간다어로 "고향으로 돌아가지 않는다"는 뜻이다. 2019년에는 미스터 카다멈이라는 이름으로 "Nani"라는 제목의 싱글을 발표했다. 요리책 작가이자 배우인 마두르 재프리는 이 싱글의 뮤직 비디오에 맘다니의 할머니로 출연한다.

### 정치 초기 경력
맘다니는 뉴욕시 정치에 뉴욕 시의회 23지구 2015년 보궐선거에서 알리 나즈미의 선거 운동의 자원봉사자로 참여하면서 입문했다. 2017년 맘다니는 미국 민주사회주의자들에 가입했으며, 베이 리지 (브루클린) 출신의 팔레스타인 기독교인 성직자이자 민주사회주의자인 뉴욕 시의회 후보 Khader El-Yateem의 선거 운동을 위해 일했다. 맘다니는 2018년 뉴욕 주 상원 출마에 대한 Ross Barkan의 선거 운동 관리자로 일했으며, 동료 민주사회주의자 Tiffany Cabán의 2019년 퀸스 카운티 지방 검사 선거 운동을 위한 현장 조직자였다.

### 뉴욕 주의회 (2020년–현재)

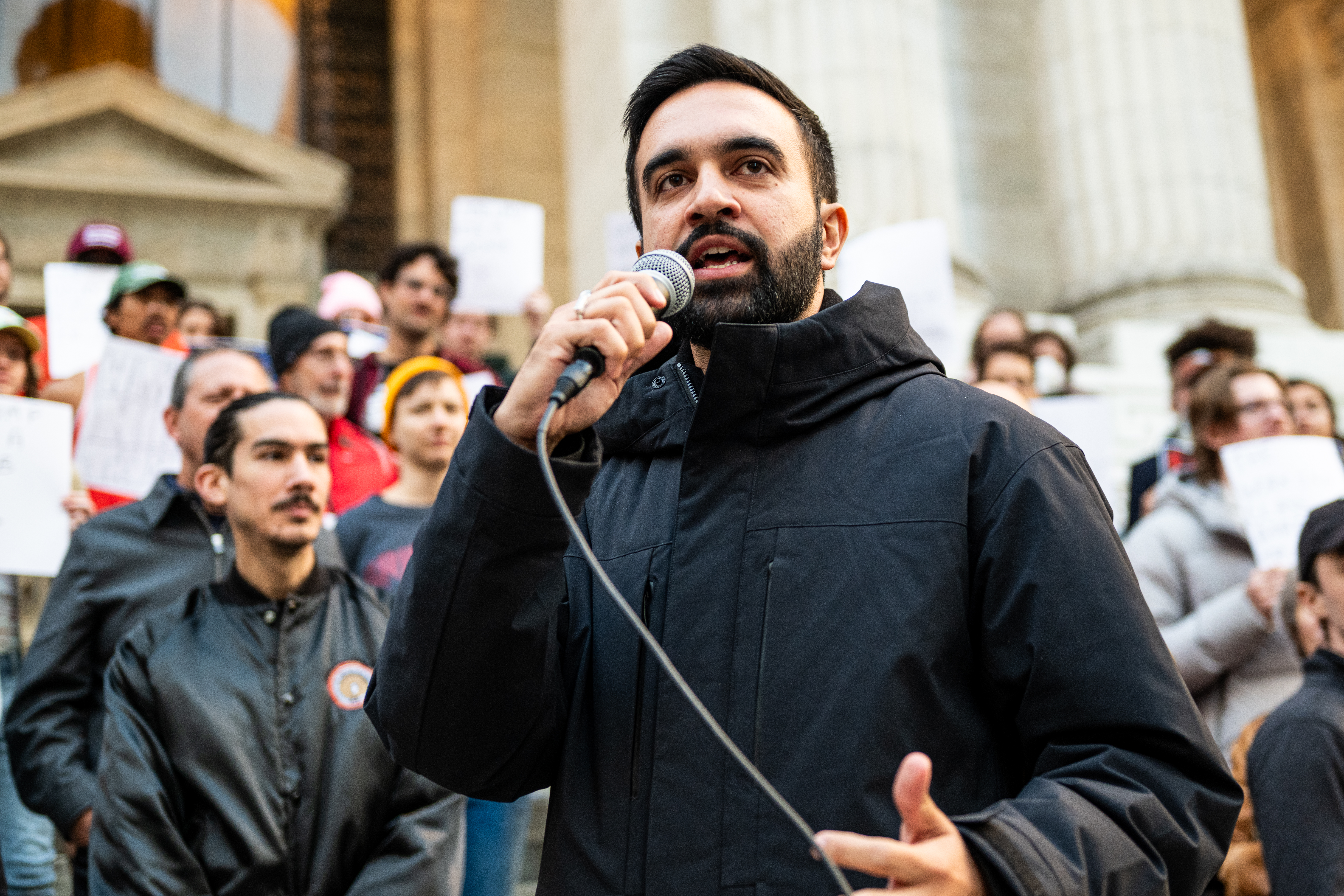
브라이언트 공원에서 열린 파시즘 저항 집회에 참석한 맘다니 (2024년 10월 27일)

2019년 10월, 맘다니는 애스토리아 (퀸스)와 롱아일랜드시티를 포함하는 뉴욕 36지구를 대표하기 위한 자신의 선거 운동을 발표했다. 그는 미국 민주사회주의자들의 지지를 받았으며, 주거권, 경찰 및 교도소 개혁, 그리고 공공 소유를 공약으로 내세웠다. 맘다니의 2020년 6월 예비선거에서 4선 민주당 현역 아라벨라 시모타스를 상대로 한 승리는 확정까지 거의 한 달이 걸렸으며, 11월 총선에서는 공화당 반대 없이 당선되었다. 맘다니는 2022년과 2024년에 반대 없이 재선되었다.
맘다니는 뉴욕의 DSA 9인 "재임 사회주의자" 블록의 일원이자 뉴욕 무슬림 민주 클럽의 회원이다. 그의 의회 지역구는 애스토리아의 일부를 포함하며, 이 지역은 상당한 수의 무슬림 및 아랍 유권자가 거주한다.
2025년 1월 기준 맘다니는 9개의 의회 위원회 소속이다: 노인 위원회; 도시 위원회; 선거법 위원회; 에너지 위원회; 부동산 세금 위원회; 흑인, 푸에르토리코인, 히스패닉 및 아시아계 입법 코커스; 푸에르토리코인/히스패닉 태스크포스; 아시아 태평양 미국인 태스크포스; 그리고 신미국인 태스크포스.
맘다니는 의회에서 20개 법안의 주요 후원자였으며(그 중 3개는 법이 되었다), 238개 법안의 공동 후원자였다.2025년 5월 기준. 6월 현재, 그는 2025년 올버니 (뉴욕주)에서 세션에 결석하지 않은 유일한 시장 출마 주 의원이었다.
이 역할에서 그는 지하철 서비스 증대를 위한 주 예산에서 1억 달러 이상을 확보하고, 성공적인 무료 버스 시범 운행을 시작했으며, 뉴욕 시민들을 조직하여 제안된 오염 발전소 건설을 막아낸 것을 자신의 업적으로 꼽았다.

### 2025년 뉴욕 시장 선거 운동

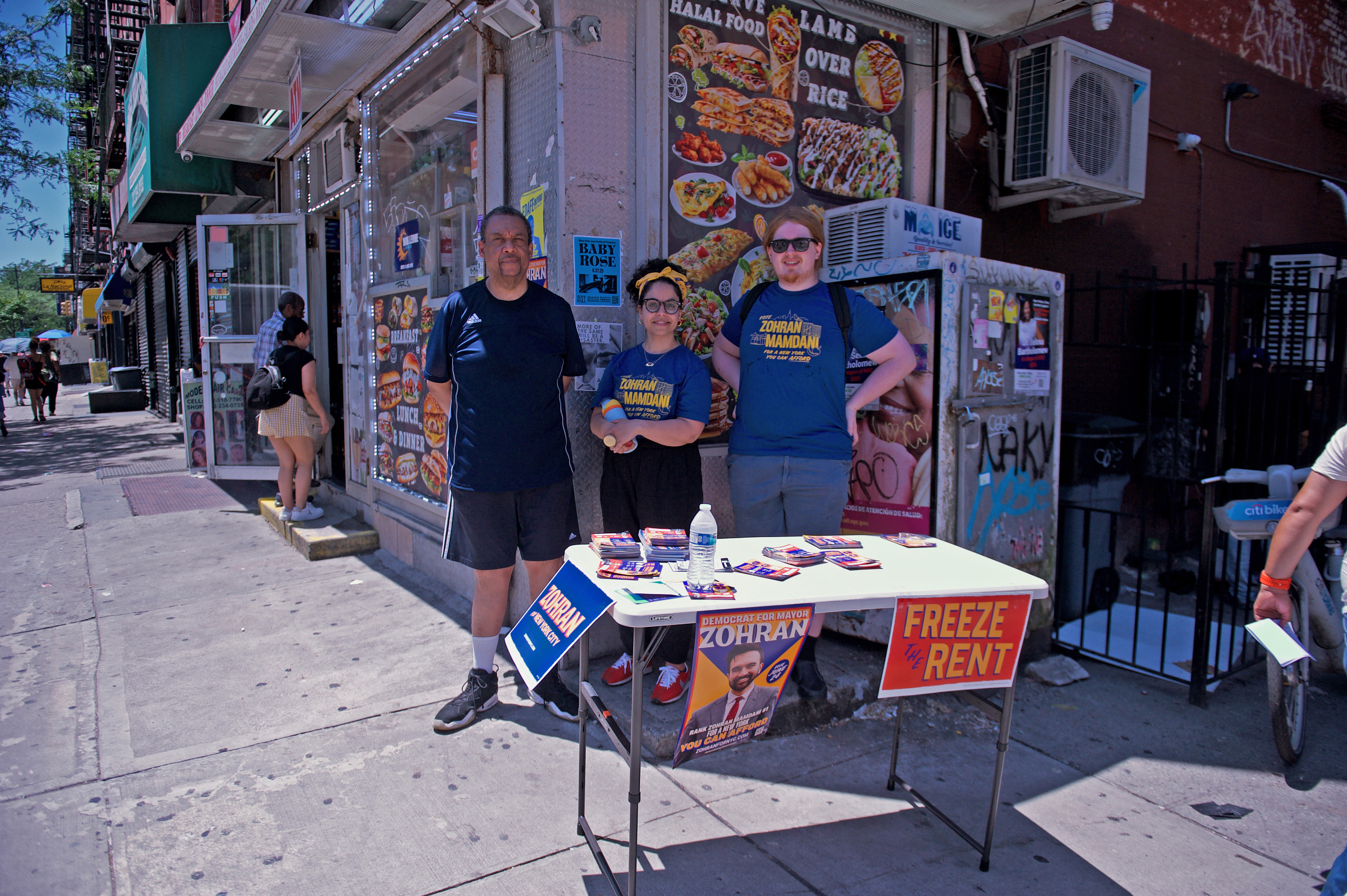
맘다니 자원봉사자들

2024년 10월 23일, 맘다니는 2025년 뉴욕 시장 선거 출마를 발표했다. 그의 공약에는 무료 시내버스와 임대료 안정 주택의 임대료 동결 지지가 포함된다. 맘다니는 또한 식료품 가격을 낮추기 위해 각 자치구에 한 곳씩 시 정부가 5개의 식료품점을 운영해야 한다고 주장한다. 당선되면 맘다니는 뉴욕의 첫 번째 무슬림 시장이 될 것이다.
뉴욕 14번 선거구 미국 하원의원 알렉산드리아 오카시오코르테스는 뉴욕 시장 후보로 맘다니를 첫 번째 선택으로 지지하며, "맘다니는 노동계급 뉴요커들의 연합을 성공적으로 조직하는 진정한 능력을 보여주었으며, 이는 선두를 이끌기에 가장 강력하다"고 말했다. 그녀는 맘다니를 위한 집회에 참석하여 그의 후보를 지지하고 그의 주요 상대인 전 주지사 앤드루 쿠오모를 비판하며 이렇게 말했다. "쿠오모를 지지하지 않는 것은 [...] 우리가 지금 이 자리에 오게 된 실수를 계속 반복하지 않는 민주당의 미래를 위한 올바른 일이다. 우리가 처음부터 이곳에 우리를 데려온 동일한 사람들을 계속 선출하고 동일한 결정을 내린다면, 우리는 도널드 트럼프를 결코 넘어설 수 없을 것이다." 6월 13일, 맘다니와 브래드 랜더는 예비 선거에서 서로를 상호 지지했다. 6월 16일, 맘다니와 마이클 블레이크 (정치인)는 서로를 상호 지지했다. 상원의원 버니 샌더스는 맘다니를 지지하며 말했다. "우리나라는 근본적인 선택에 직면해 있다: 우리는 억만장자들에 의해 움직이는 기업 중심의 정치를 계속할 것인가, 아니면 과두제, 권위주의, 도둑정치에 맞서 싸우기로 헌신하는 평범한 사람들의 풀뿌리 운동을 건설할 것인가?" 그는 X 플랫폼에 "역사의 이 위험한 순간에, 현상 유지 정치는 충분하지 않다. 우리는 강력한 기업 이익에 맞서고 노동계급을 위해 싸울 준비가 된 새로운 리더십이 필요하다"는 게시물로 자신의 지지를 다시 한번 표명했다.
또한 6월 16일, 뉴욕 타임스 편집위원회는 "맘다니 씨가 뉴욕 시민들의 투표 용지에 오를 자격이 있다고 생각하지 않는다"고 쓰며, 그의 경험이 "너무 얇다"고 평가하고 그의 의제를 "빌 디블라지오 씨의 실망스러운 시장 재임 기간의 터보차지 버전"에 비유했다. 디 애틀랜틱의 마이클 파월은 그의 선거 운동을 마술적 사실주의에 비유하며, "실제 정부 예산 및 조직도와 엄청나게 단절되어 있다"고 주장했다.
대부분의 선거 운동 기간 동안 맘다니는 쿠오모에 비해 여론 조사에서 뒤처졌다. 그와 쿠오모가 비슷한 액수의 돈을 모금했지만, 맘다니의 후원자 기반은 쿠오모보다 훨씬 컸다. 그러나 2025년 6월 24일 예비 선거 직전에 실시된 한 여론 조사에서는 맘다니가 쿠오모를 따라잡았음을 보여주었다.

## 역대 선거 결과
| 선거명      | 직책명                     | 대수  | 정당   | 득표율 | 득표수   | 결과 | 당락             |
| ----------- | -------------------------- | ----- | ------ | ------ | -------- | ---- | ---------------- |
| 2020년 선거 | 하원의원 (뉴욕 제36선거구) | 204대 | 민주당 | 98.47% | 38,221표 | 1위  | 뉴욕 주의원 당선 |
| 2022년 선거 | 하원의원 (뉴욕 제36선거구) | 205대 | 민주당 | 98.62% | 24,090표 | 1위  | 뉴욕 주의원 당선 |
| 2024년 선거 | 하원의원 (뉴욕 제36선거구) | 206대 | 민주당 | 98.45% | 37,911표 | 1위  | 뉴욕 주의원 당선 |
| 2025년 선거 | 뉴욕 시장                  | -대   | 민주당 | %      | 표       | 위   |                  |

### 내용주
1. ↑  발음은 /zəˈrɑːn məmˈdɑːni/이다.[2]

### 참고주
1. ↑  Mays, Jeffery C. (2025년 6월 3일). “In N.Y.C. Mayor's Race, Mamdani Responds to a Call for His Deportation”. 《뉴욕 타임스》 (미국 영어). ISSN 0362-4331. 2025년 6월 3일에 원본 문서에서 보존된 문서. 2025년 6월 4일에 확인함.
2. ↑  @zohrankmamdani (May 29, 2025). “Our new TV + digital ad is now live: freeze the rent.” – Instagram 경유.
3. 1 2  Powell, Michael (2025년 6월 18일). “The Magic Realism of Zohran Mamdani”. 《디 애틀랜틱》 (영어). 2025년 6월 24일에 원본 문서에서 보존된 문서. 2025년 6월 24일에 확인함.
4. ↑  “Bernie Sanders endorses Zohran Mamdani for NYC mayor”. 《ABC7 New York》 (영어). 2025년 6월 17일. 2025년 6월 18일에 원본 문서에서 보존된 문서. 2025년 6월 24일에 확인함.
5. ↑  “Cuomo concedes in NYC mayoral primary, Mamdani poised for upset victory”. 《NBC26.com》. 2025년 6월 25일.
6. ↑  “New York State Assemblymember Zohran Mamdani - Biography”. 《LegiStorm》.
7. 1 2  Kitunzi, Yahudu (2025년 6월 7일). “Mamdani's mayoral goal puts Uganda on the map”. 《Monitor》. 2025년 6월 9일에 원본 문서에서 보존된 문서. 2025년 6월 7일에 확인함.
8. ↑  Izaguirre, Anthony (2025년 6월 5일). “Can Zohran Mamdani, a 33-year-old democratic socialist, become the next mayor of New York City?”. 《ABC 뉴스》. 2025년 6월 13일에 원본 문서에서 보존된 문서. 2025년 6월 7일에 확인함.
9. ↑  “Who Is Zohran Mamdani? Indian-American filmmaker Mira Nair's son contesting for New York City mayor elections; all you need to know”. 《The Times of India》. 2025년 6월 14일. 2025년 6월 15일에 원본 문서에서 보존된 문서. 2025년 6월 21일에 확인함.
10. ↑  Kim, Elizabeth; Campbell, Jon (2024년 10월 22일). “State Assemblymember Zohran Mamdani joins Adams' challengers for NYC mayor”. 《Gothamist》. 2025년 6월 5일에 확인함.
11. ↑  Bansal, Robin (2013년 5월 16일). “My son is not a firang, we are desi: Mira Nair”. 《Hindustan Times》 (영어). 2025년 1월 24일에 원본 문서에서 보존된 문서. 2020년 7월 22일에 확인함.
12. 1 2 3 4 5 6  Jung, E. Alex (2025년 5월 20일). “Zohran Mamdani Crashes the Party”. 《Intelligencer》 (영어). 2025년 5월 20일에 원본 문서에서 보존된 문서. 2025년 6월 5일에 확인함.
13. ↑  “Mira Nair”. EBESCO. 2025년 6월 21일에 확인함.
14. ↑  Gajjar, Saloni (2020년 12월 7일). “Mira Nair - part two”. 《NBC 뉴스》. Nair herself comes from a Hindu family, while her husband is Muslim.
15. 1 2  Davids, Monah (2024년 10월 26일). “Ugandan-Born Zohran Mamdani Announces Candidacy for Mayor of New York City”. 《Little Africa News》. 2025년 6월 11일에 원본 문서에서 보존된 문서. 2025년 3월 12일에 확인함.
16. ↑  Saltonstall, Gus (2025년 3월 26일). “Before Zohran Mamdani Made Waves in NYC's Mayoral Race, He Was A Kid Growing Up On the UWS”. 《West Side Rag》 (미국 영어). 2025년 3월 29일에 확인함.
17. 1 2  Mamdani, Zohran; Thier, Hadas (2021년 2월 9일). “"We Have an Obligation to Ensure That Justice Is Not Defined by the Borders of Our District"”. 《Jacobin》. 2021년 2월 9일에 확인함.
18. ↑  Sorkin, Emma (2019년 11월 1일). “Taking a stand: alumni run for office, with Bowdoin in mind”. 《The Bowdoin Orient》. 2025년 6월 11일에 원본 문서에서 보존된 문서. 2025년 3월 17일에 확인함.
19. 1 2  Tarleton, John (2020년 6월 19일). “Home Foreclosure Specialist Aims to Take Fight For Housing & Racial Justice from Astoria to Albany”. 《The Indypendent》 (미국 영어). 2025년 6월 11일에 원본 문서에서 보존된 문서. 2020년 7월 22일에 확인함.
20. 1 2  “Zohran K. Mamdani - Assembly District 36 |Assembly Member Directory | New York State Assembly”. 《nyassembly.gov》. 2025년 6월 19일에 확인함.
21. 1 2  Green, Walden. “5 Songs That Define Zohran Mamdani's Campaign for New York Mayor”. 《피치포크》. 2025년 6월 14일에 원본 문서에서 보존된 문서. 2025년 6월 16일에 확인함.
22. ↑  OkayAfrica. “Young Cardamom & HAB, The Outsider Hip-Hop Duo Shedding Light On Uganda's Social Issues”. 《OkayAfrica》. 2025년 6월 16일에 원본 문서에서 보존된 문서. 2025년 6월 16일에 확인함.
23. ↑  Rayner, Alex (2019년 5월 10일). “Mr Cardamom: the MC who got screen icon Madhur Jaffrey to swear in his video”. 《가디언》 (영어). 2025년 5월 20일에 확인함.
24. ↑  Mishan, Ligaya (2019년 4월 1일). “A New Role for Madhur Jaffrey: Rap Grandma”. 《뉴욕 타임스》 (미국 영어). 2021년 5월 6일에 원본 문서에서 보존된 문서. 2025년 5월 20일에 확인함.
25. 1 2  Kaufman, Maya (2020년 6월 9일). “NYC Primary Election 2020: Zohran Mamdani Vies For Simotas' Seat”. 《Astoria-Long Island City, NY Patch》 (영어). 2025년 6월 11일에 원본 문서에서 보존된 문서. 2020년 7월 22일에 확인함.
26. ↑  Wynn, Jasmine (2024년 2월 13일). “"The People's Republic of Astoria" – A Delve Into America's Premier Socialist Stronghold.”. 《Harvard Political Review》 (미국 영어). 2025년 6월 14일에 원본 문서에서 보존된 문서. 2025년 6월 5일에 확인함.
27. ↑  Pretsky, Holly; Coltin, Jeff (2020년 6월 24일). “Another big night for the DSA”. 《City & State》 (영어). 2020년 7월 22일에 확인함.
28. ↑  Kaufman, Maya (2020년 7월 22일). “Zohran Mamdani Unseats Aravella Simotas In Astoria Assembly Race”. 《Astoria-Long Island City, NY Patch》 (영어). 2025년 6월 14일에 원본 문서에서 보존된 문서. 2020년 7월 22일에 확인함.
29. ↑  Shankar, Soumya (2020년 11월 4일). “New York elects first South Asian Americans to state Assembly”. 《NBC 뉴스》. 2021년 7월 8일에 원본 문서에서 보존된 문서. 2025년 6월 5일에 확인함.
30. ↑  “2022 New York State Assembly Election Results”. 《Courier & Press》. 2022년 11월 8일.
31. ↑  Kaye, Jacob; Schwach, Ryan; Powelson, Noah (2024년 11월 5일). “Queens Dem incumbents sweep”. 《Queens Daily Eagle》. 2025년 6월 5일에 확인함.
32. ↑  Sterne, Peter (2025년 3월 13일). “Zohran Mamdani endorsed by (most) socialist lawmakers”. 《City & State》 (영어). 2025년 6월 5일에 확인함.
33. ↑  Sterne, Peter (2024년 7월 16일). “DSA Assembly Member Zohran Mamdani is considering a run for NYC mayor”. 《City & State》 (영어). 2025년 6월 5일에 확인함.
34. ↑  “Zohran K. Mamdani - Committee Membership”. 《assembly.state.ny.us》. 2025년 6월 14일에 원본 문서에서 보존된 문서. 2025년 1월 18일에 확인함.
35. ↑  “Zohran K. Mamdani - Sponsored Legislation”. 《assembly.state.ny.us》. 2025년 1월 18일에 확인함.
36. 1 2  “Meet the candidate: Zohran Mamdani”. 《NY1》 (영어). 2025년 6월 11일에 원본 문서에서 보존된 문서. 2025년 6월 19일에 확인함.
37. ↑  Brachfeld, Ben (2024년 3월 4일). “NYC Fare-Free Bus Pilot: Expanding and Enhancing Service”. 《AM New York Metro》 (미국 영어). 2025년 3월 15일에 원본 문서에서 보존된 문서. 2025년 6월 19일에 확인함.
38. ↑  Salam, Erum (2024년 10월 23일). “'Working-class New Yorkers are being pushed out of the city they built': why Zohran Mamdani is running for mayor”. 《가디언》. 2025년 6월 5일에 확인함.
39. ↑  Mays, Jeffery C.; King, Maya (2025년 3월 23일). “Can Zohran Mamdani, a Socialist and TikTok Savant, Become N.Y.C. Mayor?”. 《뉴욕 타임스》 (미국 영어). ISSN 0362-4331. 2025년 4월 4일에 확인함.
40. ↑  Fitzsimmons, Emma G. (2025년 4월 1일). “Add More N.Y.P.D. Officers to Fight Crime? Mamdani Has Different Ideas.”. 《The New York Times》. 2025년 4월 1일에 원본 문서에서 보존된 문서. 2025년 4월 2일에 확인함. Zohran Mamdani, a democratic socialist rising in the polls in the New York City mayor's race, has chosen a different approach.
41. ↑  Coltin, Jeff (2025년 6월 4일). “Anti-Israel attacks keep antisemitism a top issue in the NYC mayoral race”. 《폴리티코》 (영어). 2025년 6월 4일에 확인함.
42. ↑  Ngo, Emily (2025년 6월 5일). “AOC backs Zohran Mamdani for NYC mayor”. 《폴리티코》 (영어). 2025년 6월 15일에 원본 문서에서 보존된 문서. 2025년 6월 19일에 확인함.
43. ↑  Coltin, Jeff (2025년 6월 14일). “AOC rallies against Cuomo 'gerontocracy'”. 《폴리티코》 (영어). 2025년 6월 20일에 원본 문서에서 보존된 문서. 2025년 6월 19일에 확인함.
44. ↑  Fitzsimmons, Emma (2025년 6월 13일). “Mamdani and Lander Cross-Endorse Each Other in N.Y.C. Mayor's Race”. 《뉴욕 타임스》 (미국 영어). 2025년 6월 16일에 원본 문서에서 보존된 문서. 2025년 6월 17일에 확인함.
45. ↑  “Mamdani gets second cross-endorsement in bid to defeat Cuomo in New York City mayor's race”. 《Eyewitness News ABC7》 (미국 영어). 2025년 6월 16일. 2025년 6월 17일에 확인함.
46. ↑  Fitzsimmons, Emma G. (2025년 6월 17일). “Bernie Sanders Endorses Zohran Mamdani for N.Y.C. Mayor”. 《뉴욕 타임스》 (미국 영어). ISSN 0362-4331. 2025년 6월 19일에 확인함.
47. ↑  “Bernie Sanders backs Zohran Mamdani in New York City mayoral primary”. 《가디언》 (영국 영어). 2025년 6월 17일. ISSN 0261-3077. 2025년 6월 19일에 확인함.
48. ↑  Board, The Editorial (2025년 6월 16일). “Opinion | Our Advice to Voters in a Vexing Race for New York Mayor”. 《뉴욕 타임스》 (미국 영어). ISSN 0362-4331. 2025년 6월 18일에 원본 문서에서 보존된 문서. 2025년 6월 19일에 확인함.
49. ↑  Collins, Keith (2025년 5월 6일). “See Who Your Neighborhood Is Funding in New York City's Mayoral Race”. 《뉴욕 타임스》 (미국 영어). ISSN 0362-4331. 2025년 6월 20일에 원본 문서에서 보존된 문서. 2025년 6월 22일에 확인함.